# 特里維爾群島
特里維爾群島（英語：Trivial Islands），是南極洲的群島，處於拉庫納島以東2.8公里和維厄格島以北13公里，屬於比斯科群島的一部分，由英國南極名稱諮詢委員會命名，現時由南極條約體系管理。